# Список умерших в 725 году

## Апрель
- 23 апреля — Витред, король Кента (690—725).

## Дата смерти неизвестна или требует уточнения
- Гримоальд II, герцог Баварии (716/718—725/728) из династии Агилольфингов.
- Гуилог ап Бели, король Поуиса (около 660 — около 710 или до 725).
- Пилитруда, супруга герцогов Баварии Теудебальда и Гримоальда II.
- Ротруда Трирская, первая супруга Карла Мартелла, мать Пипина Короткого.
- Теудеберт, герцог Баварии.